# Billet de 2000 dinars algériens
Recto
Verso
Le billet de 2 000 dinars (DZD) est le cinquième billet en dinars algériens par ordre croissant de valeur. Mis en circulation en 2011.
C'est le deuxième plus grand billet du dinar algérien, mesurant 160 sur 71,7 mm et de couleur bleu-verdâtre. Il représente les symboles de la science sur le recto et l'agriculture et l'urbanisme sur le verso.
Le billet de 2 000 DZD possède de nombreuses caractéristiques de sécurité telles qu'une pastille holographique, un filigrane, de figures géométriques et un fil de sécurité des micro-impressions, qui certifient son authenticité. Un nouveau billet de 2000 dinars type 2020 a été émis début 2021, cohabite et circule concomitamment avec le billet de 2000 dinars type 2011.

## Design

Signature du gouverneur de la banque d'Algérie, Mohammed Laksaci.

Le billet de 2 000 DA est la première coupure en dinar algérien avec la valeur la plus haute, mesurant 160 sur 71.7 millimètres et de couleur bleu-verdâtre. Il représente les symboles de la science (deux images sur la première à gauche un professeur d'université en train d'enseigner dans un amphithéâtre, la deuxième à droite un groupe de chercheurs dans un laboratoire séparées par la structure de la molécule d'ADN sur le recto et un palmier et un olivier représentant l'agriculture, un immeuble, et les ressources en eau, par le biais d'un plan d'eau représentant l'urbanisme sur le verso.
Comme sur tous les billets en dinar algérien, on peut observer la dénomination de la coupure (2000) et son nom en arabe (ألفى دينار) en plus du nom de la banque d'Algérie en arabe (بنك الجزائر), la signature du directeur général de la direction générale de la caisse générale et du gouverneur de la banque d'Algérie Mohammed Laksaci et celle du DG de la caisse générale de la Banque d'Algérie Faïçal Abbas.

### Caractéristiques de sécurité
Les billets de 2 000 DA sont protégés par une pastille holographique d'une largeur de 13 mm, de type « Lead » qui est apposée sur la partie gauche du recto sur la totalité de la largeur du billet de haut en bas. Sous deux angles différents on peut voir le texte « Banque » (بنك) en première position et « Algérie » (الجزائر) en troisième position (en langue arabe) avec l'effigie de l'Émir Abdelkader en deuxième position et Jugurtha en dernière position regardant vers la gauche. Sous le deuxième angle on a en première position le texte « Algérie »  en arabe, l'effigie de Jugurtha regardant vers la droite en deuxième position, le texte « Banque » en langue arabe en troisième position et l'effigie de l’Émir Abdelkader regardant vers la droite en dernière position. Et sur le côté droit de l'hologramme,  le chiffre « 2000 » est répété en continu. Ces impressions sont invisibles en lumière naturelle mais peuvent être détectées sous les rayons ultraviolets et infrarouges.
Trois couleurs juxtaposées sur le recto et sur le verso, un filigrane reproduit l'effigie de l'Émir Abdelkader en continu, à l'intérieur d'une bande verticale située à gauche du billet au recto et à droite au verso, un fil de sécurité de type « Windows-thread », micro-imprimé, apparaissant dans la partie centrale gauche du verso du billet, en zones alternativement argentées brillantes et sombres. Le fil est visible par transparence, tant au recto qu'au verso, micro-impressions, numismatique graphique, figures géométriques, guilloches.
Une mention en langue arabe de l'article 197 du code pénal punit les contrefacteurs. Le nombre « 2000 » positionné verticalement sur la partie gauche du billet et, dans une guilloche, sur la partie inférieure de la bande filigranée.